# Cochlicopa lubricella
Petite brillante
Espèce
Cochlicopa lubricella, le Petite brillante, est une espèce d'escargots terrestres pulmonés de la famille des Cochlicopidae.
Cette espèce est étroitement liée à Cochlicopa lubrica, mais sa coquille est plus étroite.

## Répartition
C’est une espèce qui se retrouve en Europe centrale et de l’est, ainsi que sur quelques territoires en France dont l’Aisne, le Nord, le Pas-de-Calais et la Somme.
La répartition de Cochlicopa lubricella inclut la France, la Grande-Bretagne, lIrlande, les Pays-Bas, la République tchèque, la Slovaquie et l'Ukraine.

## Dénominations
Ce taxon porte en français le nom vernaculaire ou normalisé suivant : Petite brillante,.

## Systématique
Le nom valide complet (avec auteur) de ce taxon est Cochlicopa lubricella (Porro (it), 1838).
Le protonyme de ce taxon est : Bulimus lubricus lubricella Porro, 1838,.
Cochlicopa lubricella a pour synonymes :
- Achatina collina Drouët, 1855
- Achatina lubrica var. exigua Menke, 1830
- Achatina lubrica var. fusiformis Picard, 1840
- Achatina minima Siemaschko, 1847
- Bulimus lubricus var. lubricella Porro, 1838
- Cionella lubrica var. litauica Westerlund, 1887
- Cionella lubrica var. lubricella (Porro, 1838)
- Cionella lubrica var. polita Westerlund, 1887
- Cionella lubricella (Porro, 1838)
- Cionella pulchella Mousson, 1873
- Cochlicopa collina (Drouёt, 1855)
- Cochlicopa curta Clessin, 1908
- Cochlicopa lubrica lubricella (Porro, 1838)
- Cochlicopa lubrica var. curta Clessin, 1908
- Cochlicopa lubrica var. exigua (Menke, 1830)
- Cochlicopa lubrica var. lacteola (Lindholm, 1911)
- Cochlicopa minima (Siemaschko, 1847)
- Ferussacia collina (Drouёt, 1855)
- Glandina azorica Albers, 1852
- Zua lubrica f. lacteola Lindholm, 1911

### Publication originale
- (it) Carlo Porro, Malacologia terrestre e fluviale della provincia Comasca, Milan, Tipografia Cuglielmini e Reaelli, 1838, 162 p. (OCLC 12336449, DOI 10.5962/BHL.TITLE.12948, lire en ligne).